# Bič, Trebnje
Bič je naselje v občini Trebnje.
Bič je obcestna vasica jugozahodno od Velikega Gabra v kraški dolini pod razglednim gričem (354 m). V kraju se nahaja najzahodnejši priključek na avtocesto Ljubljana – Zagreb v občini Trebnje, kar daje kraju pomembno prometno vlogo. Dolino pod gozdnatim Strmcem (422 m) domačini imenujejo Pule, prebivalce Biča in sosednjih vasi: Zagorice, Dobravice in Pristavice pa Poljce. Pule so dokaj rodovitne, ob velikem deževju pa je to območje poplavljeno in zato za kmetijstvo neuporabno. Poglavitni požiralnik na tem območju je Dobravska jama pri Dobravici, voda iz Spaje jame pa poplavlja Baško polje, ki je v severovzhodnem delu polja, ki ga imenujejo tudi Župenca. Pozimi je na tem območju zaradi dolinske lege pogosta megla, zato sadovnjaki na tem območju niso razširjeni. Ob vasi je bila v preteklosti stalna luža Perivenca, kjer so prali perilo.
V jedru naselja je cerkev svetega Martina, romanska stavba s prvotno polkrožno apsido, ki so jo s tristrano zaključenim prezbiterijem nadomestili v 17. stoletju. Pred ladjo so prislonili zvonik, severno steno ladje pa so v 2. polovici 18. stoletja odprli v prizidano kapelo. Na oboku prezbiterija so slike iz 17. stoletja, oltarna oprema pa je iz 18. stoletja. 
Kraj se prvič omenja leta 1145 kot last krškega škofa, na griču proti Medvedjeku pa je nekdaj stal Stari grad, ostanki katerega niso vidni.